# Helge Løvland
Helge Andreas Løvland (Froland, Aust-Agder, 11 de maig de 1890 – Oslo, 26 d'abril de 1984) va ser un atleta noruec que va competir a començaments del segle xx.
El 1920 va prendre part en els Jocs Olímpics d'Anvers, on disputà dues proves del programa d'atletisme. En el decatló guanyà la medalla d'or, mentre en l'altra prova combinada, el pentatló, finalitzà en cinquena posició.
Entre 1914 i 1920 Løvland guanyà 11 campionats noruecs en diferents especialitats atlètiques: 5 foren en els 110 metres tanques (1914, 1917 a 1920), dos en pentatló (1918 i 1919) i decatló (1919 i 1920), i un en llançament de disc (1920) i salt de llargada (1919). El 1919 fou guardonat amb el premi Egebergs Ærespris.
Durant l'ocupació de Noruega per l'Alemanya nazi va ser arrestat l'agost de 1943 durant la repressió dels oficials noruecs. Va ser empresonat a Schildberg i Luckenwalde.